# 李云峰 (1957年)
李云峰（1957年3月—），男，江苏句容人，中华人民共和国政治人物。北京大学哲学系哲学专业毕业，南京大学国际商学院工商管理专业研究生。中国共产党第十八届中央委员会候补委员，曾任中共江苏省委常委、常务副省长。

## 生平
1975年10月参加工作。早年在句容县春城公社插队。1978年恢复高考后入北京大学哲学系哲学专业学习。1981年7月加入中国共产党。毕业后分配到镇江地委党校任教。
1983年，进入中共江苏省委办公厅工作，历任老干部处、秘书一处秘书，秘书三处秘书，信息查办处、秘书三处副处长，巡视督查组组长，秘书三处处长。
1993年，挂职任江阴市委副书记。1996年，任江苏省委办公厅副主任。1997年，任江苏省委副秘书长。2000年8月，兼任省委研究室主任。2003年4月，任省委办公厅主任。
2006年11月，升任中共江苏省委常委、省委秘书长。2011年3月，改任江苏省人民政府常务副省长，分管发展计划、经济体制改革、监察、税务、统计、金融、物价、能源方面工作。

### 落马
2016年5月30日下午，中央纪委监察部网站发布消息，宣布李云峰因为涉嫌严重违纪，接受组织调查。
据《财经》报道，李云峰当天中午被办案人员从江苏省政府的办公室带走，午饭时分李云峰被调查的消息就在江苏官场厅级干部内传开。早在2015年春节期间就曾经传出李云峰被调查的消息，但是深耕江苏官场数十年的李云峰在公开场合仍然表现如常，之后有关他被调查的传闻不断。接近李云峰的人士称，李云峰好酒，且酒量大，甚至带着酒气参加江苏省委常委会。另据《北京日报》旗下的微信公众号“长安街知事”报道，李云峰落马或与江苏当地一位被监视居住的富豪有关，这位被监视居住的富豪是江苏知名企业雨润集团的创始人祝义才。
《法制晚报》的记者赴李云峰的住处——位于南京市鼓楼区的中共江苏省委办公厅家属院采访了李云峰的一位翟姓邻居，该邻居称，“李云峰就住在这上面4层，在这里住了很多年，我1998年搬来的时候，他就住在这了，近期刚搬到单位分的公寓里去了。李云峰有个缺点，爱讲哥们义气，早几年经常有一些老乡来找他，排着队送礼。”另一位王姓邻居是省委办公厅的退休干部，他也称，“前几年，每到逢年过节的时候，有不少官员拿着礼品，排着长队找他办事。……原江苏省委秘书长赵少麟的儿子赵晋，当初在北京成立了一个会所，李云峰曾多次出入。”
2017年4月7日，中共中央纪委宣布，李云峰严重违反党的政治、组织、廉洁纪律，对抗组织审查，违反中央八项规定精神，公款大吃大喝，多次违规出入私人会所，不按规定报告个人有关事项，利用职务上的便利在干部选拔任用等方面为他人谋取利益、收受财物，利用职务上的影响为亲属经营活动谋取利益，纵容默许家属收受礼品，涉嫌受贿犯罪，由中纪委、监察部分别报中共中央、国务院批准，给予其开除党籍、开除公职处分，中止其中共十八大代表资格，收缴违纪所得。将其涉嫌犯罪问题、线索及所涉款物移送司法机关依法处理。开除党籍处分待召开中央委员会全体会议时予以追认。
2018年2月8日，山东省菏泽市中级人民法院一审公开开庭审理了李云峰受贿一案。由菏泽市中级人民法院院长张正智担任审判长，菏泽市人民检察院检察长王金庆出庭支持公诉，被告人李云峰及其辩护人到庭参加诉讼。
山东省菏泽市人民检察院起诉指控：2003年至2014年，被告人李云峰利用担任江苏省委副秘书长、研究室主任、办公厅主任、省委常委、秘书长、省政府常务副省长等职务上的便利，为他人在工程承揽、项目规划调整、职务晋升等事项上谋取利益，直接或通过其亲属及特定关系人非法收受他人财物，共计折合人民币1477万余元。
2018年3月22日，山东省菏泽市中级人民法院对李云峰案一审宣判，以受贿罪判处李云峰有期徒刑12年，并处罚金人民币150万元。法院认为，被告人李云峰身为国家工作人员，利用职务上的便利，为他人谋取利益，非法收受他人财物，数额特别巨大，其行为构成受贿罪。鉴于李云峰到案后，如实供述自己的罪行，主动交代办案机关尚未掌握的部分受贿犯罪事实。认罪悔罪，积极退赃，赃款赃物已经全部追缴，具有法定、酌定从轻处罚情节，依法可以从轻处罚，法庭遂作出上述判决。